# 周資華
周資華（1987年10月4日—）為臺灣男子籃球運動員，主打後衛位置。

## 職業生涯
2017年12月，周資華在結束與全国男子篮球联赛（NBL）贵州森航之後，返臺加盟東南亞職業籃球聯賽（ABL）寶島夢想家。
2021年9月，周資華復出加盟T1聯盟台灣啤酒英熊。
2022年3月16日，台灣啤酒英熊將周資華交易至臺中葳格太陽，換回2022年與2023年新人選秀會第二輪選秀權。